# Letters from Iwo Jima

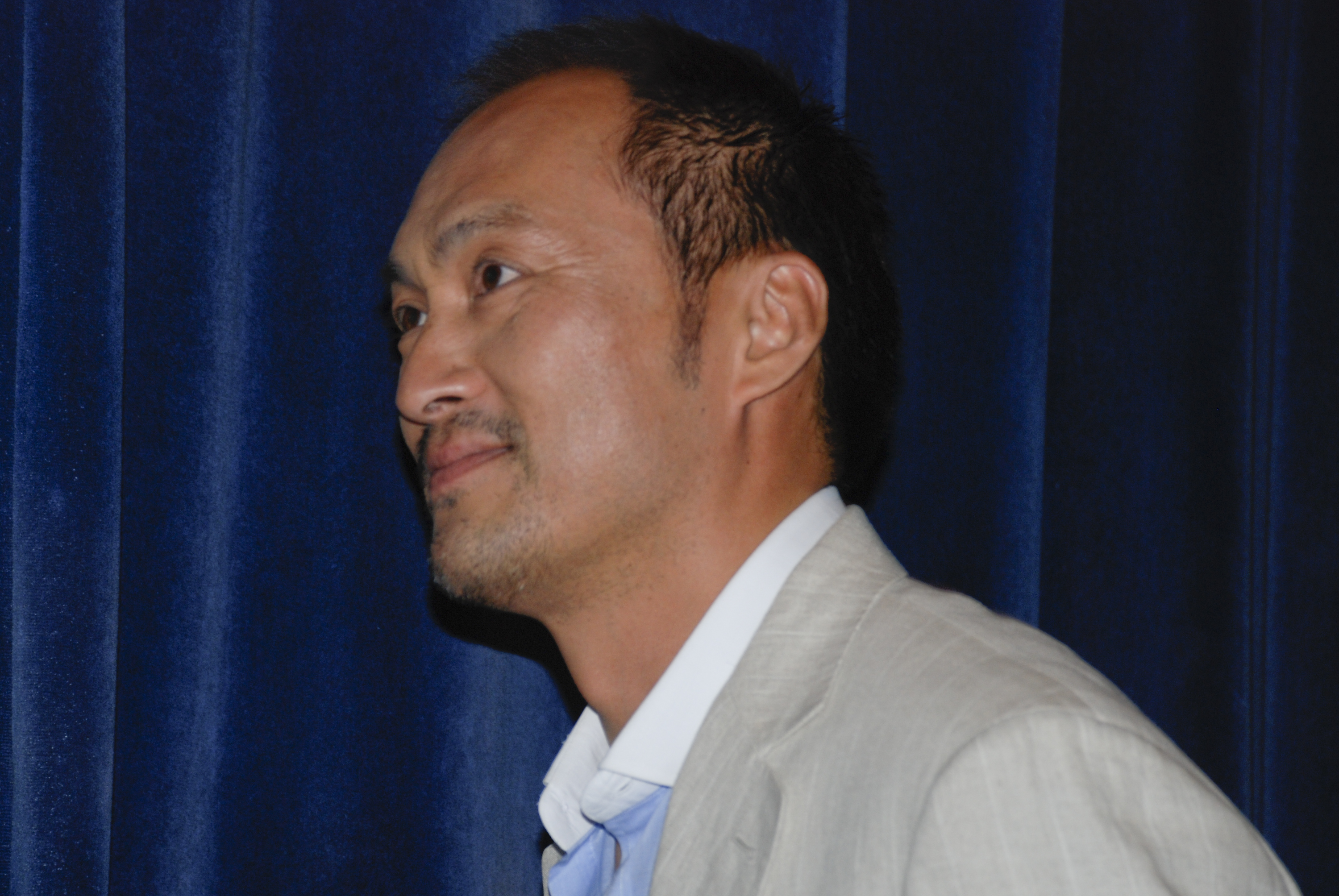
Ken Watanabe spelar rollen som generallöjtnant Tadamichi Kuribayashi

Letters from Iwo Jima är en amerikansk-japansk historisk krigsfilm från 2006. Till skillnad från Flags of Our Fathers blev filmen en kommersiell framgång.

## Handling
Filmen börjar i nutid när japanska arkeologer undersöker tunnlar på Iwo Jima. De hittar något intressant och handlingen förflyttas till Iwo Jima 1944. Menige Saigo, som är inkallad till kejserliga japanska armén, och hans pluton gräver motvilligt diken på öns stränder. Under tiden anländer generallöjtnant Tadamichi Kuribayashi för att ta kommandot över garnisonen och börjar omedelbart en inspektion av öns försvar. Han skonar Saigo och dennes vän Kashiwara från stryk för att de använde "icke-patriotiskt språk" och låter dem istället börja gräva försvarstunnlar i Suribachiyama. 
Löjtnant Takeichi Nishi träffar Kuribayashi över en middag. De diskuterar bristen på fanatism inom de egna leden. Kuribayashi evakuerar civilbefolkningen på Iwo Jima till det japanska fastlandet. Han stöter då ihop med några av sina högre befattningshavare, som inte instämmer i hans strategi att försvara det inre av ön stället för stränderna. Kuribayashi hävdar att amerikanerna kommer att inta stränderna snabbt, men att bergets försvar kommer att ha en bättre chans att hålla stånd mot fienden .
Dålig kost och ohälsosamma förhållanden tär på garnisonen och många dör av dysenteri, så även Kashiwara. De japanska trupperna börja använda grottor som baracker. Kashiwaras ersättare, den unge soldaten Shimizu, anländer till ön. Saigo och hans vänner misstänker att Shimizu är en spion som skickas från Kempeitai att rapportera om illojala soldater. Strax efter inleds de första amerikanska flygbombningarna, vilket leder till betydande förluster. Efter anfallet blir Saigo chockad när han ser liket av en vän, som fortfarande sitter upprätt. Anfallet tvingar japanerna att gräva djupare i den vulkaniska ön. Kampen för Iwo Jima börjar. 
De amerikanska trupperna lider stora förluster vid landsättningen, men intar ändå den japanska stranden snabbt; attacken riktas mot de defensiva positionerna på berget Suribachi. När en japansk kulspruteskytt dödas av en granat från ett amerikanskt fartyg får Saigo order om att använda sitt gevär, eftersom kulsprutan är skadad. Han hanterar sitt gevär så klumpigt att han skickas istället för att hämta några kulsprutor. Samtidigt hör Saigo hur Kuribayashi via radio ger garnisonen order att retirera norrut. Kapten Tanida ignorerar dock ordern, och ger i stället Saigo order att leverera ett budskap: männen i gruppen skall begå självmord. Saigo flyr och lämnar grottan tillsammans med Shimizu, efter ha övertygat honom om att det är mer vettigt att fortsätta kampen än att dö. De två männen flyr till en annan japansk grupp, men blir anklagade för ha övergett Suribachi. De är på väg att avrättas för feghet när Kuribayashi stoppar bestraffningen, och bekräftar att han hade beställt reträtt. 
Soldaterna från grottorna genomför en meningslös attack mot amerikanska ställningar, vilket medför japanska stora förluster. En skadad amerikansk marinsoldat tas till fånga av Nishis män, och Nishi ger order åt sina läkare att ge honom vård, trots gruppens krympande medicinska förnödenheter. Trots deras ansträngningar, avlider den skadade av sina skador. Nishi läser ett brev den amerikanska soldaten fått från sin mor. Plötsligt träffar en bomb Nishis grotta, och Nishi blir svårt skadad och blind. Hans män förbinder hans sår, och Nishi ger dem order att föra honom till en annan plats på ön. Som en sista tjänst ber han löjtnant Okubo lämna honom ett gevär. Efter att ha lämnat honom, hör soldaterna ett skott från Nishis grotta. 
Shimizu avslöjar för Saigo att han hade blivit förflyttad från Kempeitai till Iwo Jima; detta eftersom han vägrat att lyda en order om att döda en skällande hund. Detta förtroende ändrar Saigos inställning till Shimizu betydligt. Shimizu bryter ihop och föreslår Saigo att de skall överlämna sig. Shimizu ensam överlämnar sig till en amerikansk patrull och träffar då en annan japansk soldat som hade överlämnat sig. En av de amerikanska vakterna skjuter dem. De döda soldaterna upptäckts av japanerna och löjtnant Okubo pekar ut dem som en lärdom för alla andra som vill överlämna sig. 
Saigo och resterande gruppen konstaterar att Kuribayashis grotta är under attack och en hård strid pågår. De kämpar sig fram i korseld och förlorar flera män, däribland löjtnant Okubo. En sista attack med alla kvarvarande män planeras. Kuribayashi ger Saigo order att stanna kvar och förstöra alla handlingar, inklusive hans eget brev till sin familj. Genom detta sparar Kuribayashi Saigos liv en tredje gång. Kuribayashi och hans kvarvarande trupper inleder slutligen attack. De flesta av hans män dödas och Kuribayashi själv blir kritiskt sårad, men Fujita drar honom bort från striden. Nästa morgon ger Kuribayashi sin medhjälpare order att halshugga honom, men just som han höjer sitt svärd blir han skjuten till döds av en amerikansk soldat.
Saigo dyker upp efter att ha begravt en del av Kuribayashis dokument i grottan i stället för att bränna dem. En mycket svag Kuribayashi uppmanar Saigo att begrava honom så att ingen kommer att hitta honom och drar fram sin M1911 pistol (som var en gåva från USA före kriget, där Kuribayashi fick pistolen vid en ceremoni där han var hedersgäst). Kuribayashi skjuter sig själv i bröstet och Saigo bär honom bort och begraver honom. När Saigo kommer tillbaka konstaterar han att en patrull amerikanska marinsoldater har tagit pistolen och Fujitas svärd som troféer. Saigo slår vilt på amerikanerna med sin spade men är för svag för att kämpa ordentligt; han slås medvetslös med ett gevär och förs till en amerikansk sjukvårdsstation på stranden.  
Handlingen återvänder till de japanska arkeologer som upptäcker väskan med brev skrivna av japanska soldater på ön men som aldrig skickades eftersom Saigo begravt dem 1945. När breven faller ur väskan hörs röster från stupade japanska soldater.

## Om filmen
Letters from Iwo Jima regisserades av Clint Eastwood och baseras på en roman av Tadamichi Kuribayashi och Tsuyoko Yoshido.
Precis som föregångaren Flags of Our Fathers (2006) skildrar Letters from Iwo Jima de historiska händelserna vid Slaget om Iwo Jima, men i denna film skildras slaget ur japanskt perspektiv.
På Oscarsgalan 2007 nominerades filmen för fyra Oscars, i kategorierna Bästa film, Bästa regi, Bästa originalmanus och Bästa ljudredigering. Filmen vann en Oscar för Bästa ljudredigering.
Filmen hade premiär i Japan 9 december 2006, i USA 12 januari 2007 (begränsat redan 20 december 2006) samt i Storbritannien 29 mars 2007.

### Topp tiolistor
Filmen fanns med på många kritikers listor över 2006 års tio bästa filmer. Här listas de listor där den kom på första plats.
- A.O. Scott, The New York Times
- Claudia Puig, USA Today
- Kenneth Turan, Los Angeles Times (tillsammans med Flags of Our Fathers)
- Lisa Schwarzbaum, Entertainment Weekly
- Richard Schickel, TIME Magazine

### DVD
Letter from Iwo Jima släpptes på DVD 22 maj 2007 av Warner Home Video.

## Rollförteckning (urval)
| Skådespelare      | Rollfigur                               |
| ----------------- | --------------------------------------- |
| Ken Watanabe      | Generallöjtnant Tadamichi Kuribayashi   |
| Kazunari Ninomiya | Menige armésoldaten Saigo               |
| Tsuyoshi Ihara    | Överstelöjtnant/Baron Takeichi Nishi    |
| Ryō Kase          | Menige armésoldaten Shimizu             |
| Shidō Nakamura    | Löjtnant i flottan Ito                  |
| Hiroshi Watanabe  | Löjtnant i armén Fujita                 |
| Takumi Bando      | Armékapten Tanida                       |
| Yuki Matsuzaki    | Menige armésoldaten Nozaki              |
| Nae Yuuki         | Hanako (Saigos fru)                     |
| Nobumasa Sakagami | Amiral Ohsugi                           |
| Akiko Shima       | "Lead Woman" (Patriotic Women's Assoc.) |
| Lucas Elliott     | Sam                                     |
| Mark Moses        | amerikansk officer (i en tillbakablick) |
| Roxanne Hart      | Officersfru                             |
| Ryan Carnes       | amerikansk marinkårssoldat              |